# Wehrlia
Wehrlia is een geslacht van uitgestorven kreeftachtigen uit de klasse van de Ostracoda (mosselkreeftjes).

## Soort
- Wehrlia olbertzae Schallreuter, 1965 †